# Musica e dischi
Musica e dischi è stata la più longeva rivista musicale italiana, considerata tra le più importanti del settore a livello nazionale.

## Storia delle pubblicazioni
Nasce nell'ottobre 1945 a Milano, con la denominazione Musica (Dischi verrà aggiunto con l'uscita del secondo numero) grazie all'iniziativa del giornalista e musicologo Aldo Mario De Luigi, ex dirigente discografico della VCM (l'attuale Emi italiana), ed esce con cadenza mensile e con un formato da giornale quotidiano,.
Nei primi tempi la rivista si occupa esclusivamente di musica classica ed è venduta solo tramite abbonamento, ma già negli anni '50 inizia a spaziare nel jazz e nella musica leggera.
È in questo periodo che inizia a dare uno spazio maggiore alle recensioni dei dischi e, a partire dal 1960, a pubblicare le prime classifiche dei singoli più venduti in Italia.
Con la morte del fondatore nel 1968, la direzione è stata assunta dal figlio, Mario De Luigi, che ne rimase direttore fino alla chiusura. 
La testata diventò un punto di riferimento per tutti gli addetti del settore, anche per via della redazione e pubblicazione dell'annuario Chi e dove, che racchiude annualmente tutti gli indirizzi delle case discografiche, degli studi di registrazione e dei produttori musicali italiani).
Nel numero 735, pubblicato a dicembre 2009, il direttore annuncia il trasferimento delle pubblicazioni in formato solo digitale a partire da marzo 2010, dopo 65 anni di vita della rivista, con conseguente cessazione dell'edizione cartacea e trasformazione della testata in periodico online.
Il 30 aprile 2014, dopo l'uscita di 783 numeri, De Luigi ha annunciato la cessazione delle pubblicazioni anche in forma digitale. Con i suoi 68 anni di storia, è la più longeva rivista musicale italiana. L'ultimo numero pubblicato, uscito nel mese di giugno, è stato quello con Jacques Brel in copertina.